# Palazzo Comunale (Rovigno)
Il Palazzo Comunale è uno storico edificio sede municipale della città di Rovigno in Istria.

## Storia
Il palazzo, le cui fondamenta risalirebbero al 1308, svolgeva in origine la funzione di palazzo pretorio. Al primo piano si trovava la grande Sala del Consiglio comunale, assieme agli uffici e all'archivio. Il pian terreno, invece, venne adibito a prigione per un certo periodo. L'edificio è stato sottoposto a numerosi interventi di ampliamento e modifica nel corso dei secoli. Nel 1822 si demolirono il sottoportico con la vecchia porta civica. La facciata e l'atrio, invece, vennero rinnovati tra il 1850 e il 1860 quando vi vennero collocati diversi stemmi gentilizi veneziani e rovignesi, oltre allo stemma comunale. La facciata venne nuovamente rimaneggiata nel 1935, acquistando allora l'aspetto attuale.

## Descrizione
Il palazzo si trova a brevissima distanza dalla piazza principale della città vecchia di Rovigno, raggiungibile attraverso l'Arco dei Balbi. La facciata, dipinta di rosso, è ornata da elementi in pietra bianca, quali, ad esempio, il portale d'ingresso.